# 759
759 (DCCLIX) je bilo navadno leto, ki se je po julijanskem koledarju začelo na ponedeljek.

## Dogodki
- 1. januar
- Franki zavzamejo Narbonne; Saraceni so popolnoma izgnani iz Francije.